# Alvordton
Alvordton é uma vila localizada no estado norte-americano de Ohio, no Condado de Williams.

## Demografia
Segundo o censo norte-americano de 2000, a sua população era de 305 habitantes. 
Em 2006, foi estimada uma população de 296, um decréscimo de 9 (-3.0%).

## Geografia
De acordo com o United States Census Bureau tem uma área de 
0,7 km², dos quais 0,7 km² cobertos por terra e 0,0 km² cobertos por água. Alvordton localiza-se a aproximadamente 262 m acima do nível do mar.

## Localidades na vizinhança
O diagrama seguinte representa as localidades num raio de 12 km ao redor de Alvordton. 